# Венская конвенция о дипломатических сношениях

Государства-участники Венской конвенции о дипломатических сношениях
Государства - члены ООН, которые не являются участниками

Ве́нская конве́нция о дипломати́ческих сноше́ниях — один из основных международных договоров в области дипломатического права. Она была принята на международной конференции в Вене, которая проходила в период со 2 марта по 14 апреля 1961 года. В конференции приняло участие 81 государство (СССР был также представлен БССР и УССР), около 40 из них подписали конвенцию. Конвенция регламентирует все основные вопросы дипломатического права: регламентируются виды и функции дипломатических миссий, процедура назначения главы дипломатического представительства, классы глав таких представительств, раскрывается понятие дипломатического иммунитета.
Согласно ст. 51 Конвенции, она вступала в силу на тридцатый день после сдачи на хранение двадцать второй ратификационной грамоты или акта о присоединении Генеральному секретарю Организации Объединённых Наций. Это произошло 24 апреля 1964 года.
Конвенция состоит из 53 статей и включает также два факультативных протокола: о приобретении гражданства сотрудниками дипломатических представительств и членами семей этих сотрудников, живущими вместе с ними, и об обязательном разрешении споров относительно толкования или применения Конвенции Международным Судом.
На 2024 год в ней участвуют 193 государства, в факультативном протоколе о приобретении гражданства участвует 51 государство, об обязательном разрешении споров — 70 государств.
Российская Федерация, являясь правопреемником СССР, ратифицировавшего конвенцию 11 февраля 1964 года, также участвует в данной Конвенции. При этом со стороны СССР при ратификации была сделана оговорка по статье 11 (пункт 1) Конвенции, которая касается численности персонала дипломатических представительств: этот вопрос должен решаться по договорённости между аккредитующим государством и государством аккредитования. Кроме того, Советский Союз сделал заявление по ст. 48 и 50, в которых идёт речь об ограничениях для ряда стран быть участниками Конвенции, отметив их дискриминационный характер. Согласно статье 48 Конвенции, её участниками могут быть только государства-члены ООН или специализированных учреждений, государства-участники Статута Международного суда ООН, а также другие государства, которые были приглашены Генассамблеей ООН стать участниками Конвенции. В результате, от участия в конференции, на которой была выработана Конвенция, были отстранены ряд социалистических стран — ГДР, МНР, КНДР и ДРВ.

## Факультативные протоколы
В том же году, когда была принята конвенция, в качестве поправок были добавлены два протокола; страны могут ратифицировать конвенцию, не обязательно ратифицируя эти факультативные соглашения.
- О приобретении гражданства. Глава представительства, сотрудники представительства и их семьи не должны приобретать гражданство принимающей страны.
- Об обязательном разрешении споров. Споры, возникающие в связи с толкованием этого договора, могут быть переданы в Международный суд ООН.
- Страны могут признавать свои посольства суверенной территорией.